# Lellerinsaari
Lellerinsaari är en ö i Finland. Den ligger i sjön Herajärvi och i kommunen Ruovesi i den ekonomiska regionen  Övre Birkalands ekonomiska region  och landskapet Birkaland, i den södra delen av landet, 220 km norr om huvudstaden Helsingfors. Öns area är 2,1 hektar och dess största längd är 210 meter i sydöst-nordvästlig riktning.